# جون بوش جونز
جون بوش جونز (بالإنجليزية: John Bush Jones)‏ هو صحفي أمريكي، ولد في أغسطس 1940.